# Dasypoda japonica
Dasypoda japonica är en biart som beskrevs av Cockerell 1911. Dasypoda japonica ingår i släktet byxbin, och familjen sommarbin. Inga underarter finns listade i Catalogue of Life.